# Скопів
Скопів (пол. Skopów) — село в Польщі, у гміні Кривча Перемишльського повіту Підкарпатського воєводства.
Населення — 467 осіб (2011).

## Географія
Село розташоване на відстані 6 кілометрів на північний захід від центру гміни села Кривча, 20 кілометрів на захід від центру повіту міста Перемишль та 42 кілометри на південний схід від центру воєводства міста Ряшів.

## Історія

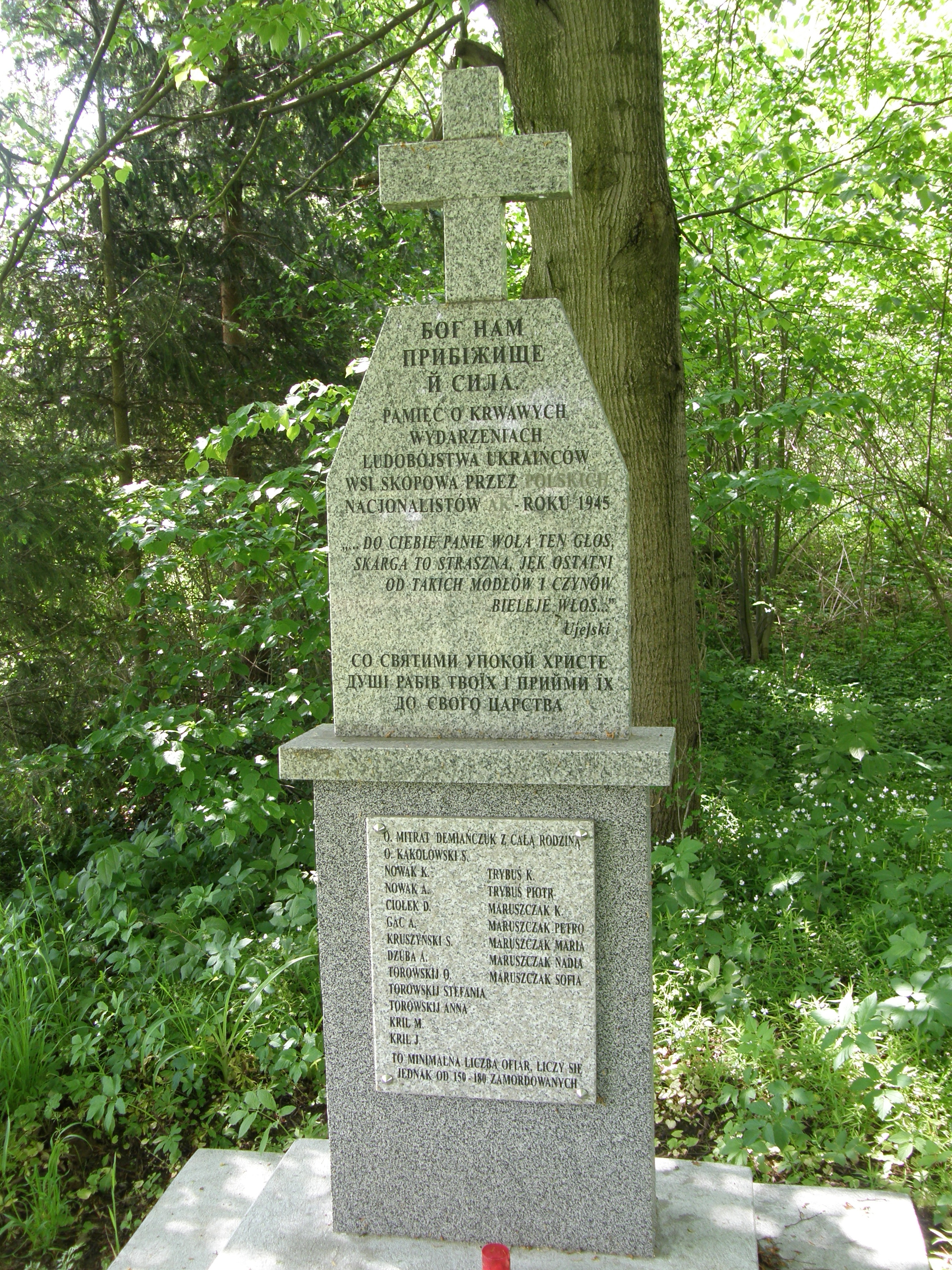
Могила українців, замордованих в Скопові польськими партизанськими відділами

В XI-XIII століттях на цих землях існувало Перемишльське руське князівство зі столицею в Перемишлі, яке входило до складу Галицького князівства, а пізніше Галицько-Волинського князівства.
Після захоплення цих земель Польщею територія в 1340–1772 роках входила до складу Сяноцької землі Руського воєводства Королівства Польського.
В 1772 році внаслідок першого поділу Польщі територія відійшла до імперії Габсбургів.
В 1900 році в Скопові збудовано муровану греко-католицьку церкву Преображення ГНІХ на місці своєї попередниці, дерев'яної церкви, яку ще в 1828 році відвідав перемиський греко-католицький єпископ Іван (Снігурський). Була парафіяльною церквою Порохницького деканату Перемишльської єпархії, в 1936 р. налічувала 1010 парафіян. В 80-х роках 20 століття церкву відновлено й перетворено на римо-католицьку (пол. Cerkiew Przemienienia Pańskiego w Skopowie).
Після розпаду Австро-Угорщини і утворення Другої Речі Посполитої це переважно українське село Надсяння, як й інші етнічні українські території (Лемківщина, Підляшшя, Сокальщина, Равщина, Холмщина) окупувала Польща, що було закріплено в Ризькому мирному договорі 1921 року.
У 1939 році в селі проживало 1240 мешканців, з них 900 українців — греко-католиків, 275 поляків, 50 польських колоністів міжвоєнного періоду і 15 євреїв
Хоча українці становили більшість у селі (і в повіті), та після Другої світової війни воно опинилося по польському боці розмежування лінією Керзона, у так званому Закерзонні.
В 1945 році село зазнало нападу утвореного на основі батальйонів хлопських підрозділу польських партизан (пол. Ludowa Straż Bezpieczeństwa, LSB), під керівництвом Романа Кіселя. Під час різні у Скопові замордовано принаймні 67 осіб (за написом на надгробку 150—180 осіб). (Ймовірно, однією з жертв того нападу став греко-католицький священик отець Іван Дем'янчик, якого замордовано 15 квітня 1945). Збройні формування, якими керував Роман Кісель (пол. Roman Kisiel ps. Sęp, Korfanty) звинувачують також у багатьох вбивствах українців на території Польщі, серед інших, зокрема, в Малковичах (138 осіб), Бахові та Березці (69 осіб), вдруге в Бахові (54 особи), Коритниках (53 особи), Трійчичах (28 осіб), Волі-Кривецькій (27 осіб), Солоному (16 осіб), Вуйковичах (15 осіб), Вільшанах (11 осіб), Дубецьку (8 осіб), Костевій (5 осіб) та інших.
Москва підписала й 16 серпня 1945 року опублікувала офіційно договір з Польщею про встановлення лінії Керзона українсько-польським кордоном та, незважаючи на бажання українців залишитись на рідній землі, про передбачене «добровільне» виселення приблизно одного мільйона українців з «Закерзоння», тобто Підляшшя, Холмщини, Надсяння і Лемківщини.,
Розпочалося виселення українців з рідної землі. Проводячи депортацію, уряд Польщі, як і уряд СРСР, прикривалися Угодою між цими державами, підписаною в Любліні 9 вересня 1944 року, не зважаючи на текст угоди, в якому наголошувалось, що «Евакуації підлягають лише ті з перелічених (…) осіб, які виявили своє бажання евакуюватися і щодо прийняття яких є згода Уряду Української РСР і Польського Комітету Національного Визволення. Евакуація є добровільною і тому примус не може бути застосований ні прямо, ні посередньо. Бажання евакуйованих може бути висловлено як усно, так і подано на письмі.», виселення було примусовим і з застосуванням військових підрозділів.
В 1945–1946 роках частину українських мешканців села вивезено до СРСР, 360 жителів переселено до села Бичківці на Чортківщині. Решту українців у 1947 році під час етнічної чистки — так званої Операції «Вісла» було депортовано і розсіяно на ті території у західній та північній частині польської держави, що до 1945 належали Німеччині.
У 1975—1998 роках село належало до Перемишльського воєводства.

## Демографія
В 1938 році на терені греко-католицької парафії Скопів проживало 2009 греко-католиків, 1380 римо-католиків (у 2 парафіях), 84 євреї. Парафія включала м. Бабичі і с. Рушельчичі, входила до Порохницького деканату Перемишльської єпархії.
Демографічна структура станом на 31 березня 2011 року:
|          | Загалом | Допрацездатний вік | Працездатний вік | Постпрацездатний вік |
| -------- | ------- | ------------------ | ---------------- | -------------------- |
| Чоловіки | 236     | 46                 | 165              | 25                   |
| Жінки    | 231     | 71                 | 120              | 40                   |
| Разом    | 467     | 117                | 285              | 65                   |